# Астаховські читання
Астаховські читання — міжнародна наукова конференція.
Її проводить з 1992 року найстаріша в Україні кафедра історіографії, джерелознавства та археології історичного факультету Харківського національного університету імені В. Н. Каразіна. Конференція відбувається один раз на два роки. Астаховські читання присвячені українському історіографу проф. В. І. Астахову (1922—1972).
Профільне спрямування конференції — історіографія, методологічні та теоретичні проблеми історичної науки. Матеріали конференції публікуються у фаховому виданні — «Харківський історіографічний збірник» (вийшло друком 12 випусків). Збірник має міжнародну редколегію.
Головні редактори:
- 1992—2001 — проф. В. К. Міхеєв.
- З 2002 року — проф. С. І. Посохов.